# Râul Voineasa Mare
Râul Voineasa Mare este un curs de apă, afluent al râului Olteț. 